# Joh. C. Geyp
Joh. C. Geyp (Middelburg, 23 januari 1864 – Leiden, 22 januari 1945) was een Nederlands dirigent en componist. Hij speelde tevens cello en kornet. 
Johan Cornelis Gijp is zoon van smid Johan Jacobus Gijp en Elizabeth Cornelia Landman. J.J. Geyp (Goes, 1840 – Den Haag, 1922) was daarbij enige tijd onderkapelmeester van het orkest van de schutterij van Middelburg en het stedelijk orkest van Kampen. Johan Cornelis Gijp trouwde met Hillegonda Punt; hun zoon Johan Jacobus Gijp (Kampen, 1886 – Leiden, 1936) was weer violist.
Hij kreeg zijn muziekopleiding van Hermann Joseph Kirrwald in Middelburg (1840-1879, directeur plaatselijke muziekschool), C.A. Bekker en Abraham Johannes Gaillard in Kampen en Albert Kwast en Cornelis Hendrik Coster in Arnhem. Hij trad enige tijd als solist op in de omgeving van Kampen en Arnhem. Hij vertrok vervolgens naar Leiden om er directeur/dirigent te worden van het Stedelijk Orkest aldaar. Hij was daar ook muziekonderwijzer.
Hij schreef enkele muziekstukken binnen het genre gelegenheidsmuziek, waaronder een Prins Maurits Marsch, dat in Leiden werd uitgegeven door Blankenberg (circa 1895), opgedragen aan diezelfde prins Maurits. Hij vermeldde toen dat hij kapelmeester van de kapel van de schutterij was. Andere te noemen werken zijn Prins Hendrik Marsch, 3 oktobermarsch en Bloemencorsomarsch.